# Terradura (Ascea)
Terradura è una frazione del comune di Ascea, in provincia di Salerno.

## Storia
È la più piccola delle tre frazioni dì Ascea. Si tratta di un borgo molto piccolo ed antico che si è sviluppato attorno alla piccola chiesa parrocchiale di San Michele arcangelo.

## Geografia fisica
Situata nell'entroterra cilentano e compresa nel suo parco nazionale, Terradura sorge in collina lungo la strada provinciale 269 che da Ascea porta a S.Barbara e Ceraso (e Pisciotta, via Rodio), collegandosi con le altre frazioni collinari asceote quali Catona (a 5 km) e Mandia. 
Da Ascea dista circa 7 km, da Velia 12, da Ceraso 13 e da Vallo della Lucania 17.

La strada a scorrimento veloce più vicina, (variante della SS 18 Salerno-Sapri), si trova a Ceraso, allo svincolo omonimo; mentre la stazione ferroviaria più in prossimità è quella di Ascea, sulla Roma-Napoli-Reggio Calabria, situata a Marina di Ascea.

## Festività
Terradura ha due celesti patroni: S. Michele Arcangelo e S. Sofia Martire. L'Arcangelo viene onorato due volte l'anno: il 29 settembre e l'8 maggio. La prima data corrisponde al giorno in cui ricorre la Sua festa liturgica ufficiale; l'8 maggio, invece, è la data antica, quella in vigore prima della riforma del calendario. La festa di S. Sofia ricorre, una volta l'anno e sotto forma votiva, il 12 agosto. Un tempo la memoria era fissata il 30 settembre. La ricorrenza di agosto è un momento molto atteso da tutti perché è occasione di ritrovo e di incontro oltre che di preghiera e la parentesi sacra è così sentita che i fedeli in quel giorno non vanno al mare. La terza festività più rappresentativa è quella in onore di N. S. di Costantinopoli, più nota come Madonna del Ponte. La nascita di questo titolo e di questo culto tanto caro al popolo terradurano è intriso di leggenda. Si dice che alla fine del XIX secolo alcuni contadini trovarono una sacra effigie della Vergine in una vecchia struttura abbandonata situata in prossimità di un ponte sul torrente Bruca a circa due km dal centro abitato. Dopo il ritrovamento, si tentò a più riprese di trasportare la statua in paese ma senza successo perché a mano a mano che i fedeli si avvicinavano al suddetto ponte e tentavano di oltrepassarlo, la statua diventava più pesante. Sempre secondo la leggenda, i fedeli interpretarono questi fatti come segni soprannaturali e pensando che fosse volontà di Maria che la Sua immagine rimanesse in quel luogo si impegnarono allora nella costruzione di un edificio sacro sul posto. Il piccolo santuario, di fatto, è stato poi eretto e consacrato negli anni '20 (una targa apposta sulla facciata riporta la data del 1927) grazie all'impegno economico e a devozione di un certo G. Ripoli. Più verosimilmente, il titolo "Madonna del Ponte" è legato alla posizione dell'edificio in cui, in una nicchia, è custodita la bella scultura. La cappella, infatti, è situata in località "Ponte" (territorio appartenente al Comune di Ceraso) in aperta campagna a circa 20 minuti di cammino dal paese. La festa ricorre tutti gli anni la seconda Domenica di Pasqua (già Domenica in Albis) giorno in cui, per volontà del Beato Papa Woitila e secondo le indicazioni di S. Faustina Kowalska, si celebra in tutta la Chiesa la festa della Divina Misericordia. Di mattina e dopo ave ricevuto la benedizione del parroco, la compagnia dei fedeli (non solo di Terradura) parte dalla Chiesa madre, poi, fra canti e suoni, si dirige verso la cappella. In onore di Maria Santissima, in questa speciale occasione, i terradurani sono soliti preparare e portare sul capo la "centa" cioè un cero votivo fatto con tante candele sistemate con cura attorno a una struttura in legno a forma di torretta e addobbata con carta colorata e fiocchi (è tradizione in tutto il Cilento). Giunti in cappella il sacerdote parroco celebra la S. Messa e le donne, soprattutto, intonano canti mariani di antica tradizione. Terminata la celebrazione eucaristica, si passa allo svolgimento della processione (3 giri) attorno alla chiesetta. È l'unica giornata in cui la statua raffigurante la Madre di Dio va al di fuori dell'edificio. Dopo aver assistito ai fuochi pirotecnici i fedeli riportano l'immagine all'interno. Il "saluto" a N. S. di Costantinopoli è il suggello di tutto il momento di preghiera. Lasciata la cappella, la compagnia può fare ritorno in paese. L'arrivo nella chiesa parrocchiale e l'ultima benedizione del sacerdote, di fatto, sono la conclusione dei festeggiamenti.